# Takifugu rubripes
Takifugu rubripes is een straalvinnige vissensoort uit de familie van kogelvissen (Tetraodontidae). De wetenschappelijke naam van de soort is voor het eerst geldig gepubliceerd in 1850 door Temminck & Schlegel.